# Maha Sarakham (Provinz)
Maha Sarakham (thailändisch มหาสารคาม) ist eine Provinz (Changwat) in Isan, der Nordost-Region von Thailand.

## Geographie
Die Provinz liegt etwa 400 Kilometer nordöstlich der Hauptstadt Bangkok im Herzen der Khorat-Hochebene und wird vom Mae Nam Chi (Chi-Fluss) durchflossen.
| Benachbarte Provinzen: | Benachbarte Provinzen: |
| ---------------------- | ---------------------- |
| Norden                 | Kalasin                |
| Osten                  | Roi Et                 |
| Süden                  | Surin und Buriram      |
| Westen                 | Khon Kaen              |

## Geschichte
Die Provinz wurde 1868 eigenständig, davor war das Gebiet Teil der Provinz Roi Et.
Siehe auch: Geschichte Thailands

## Archäologie
Ban Chiang Hian – archäologischer Fundplatz im Tal des Mae Nam Chi.

## Wirtschaft und Bedeutung
Im Jahr 2008 betrug das Gross Provincial Product der Provinz 36.490 Millionen Baht.

### Daten
Die unten stehende Tabelle zeigt den Anteil der Wirtschaftszweige am Gross Provincial Product in Prozent.
| Wirtschaftszweig | 2006 | 2007 | 2008 |
| ---------------- | ---- | ---- | ---- |
| Landwirtschaft   | 18,5 | 19,3 | 17,3 |
| Industrie        | 9,0  | 11,3 | 12,7 |
| Andere           | 72,5 | 69,4 | 70,0 |

Alle Angaben in %

### Landnutzung
Für die Provinz ist die folgende Landnutzung dokumentiert:
- Waldfläche: 207.618 Rai (130 km²), 6,3 % der Gesamtfläche
- Landwirtschaftlich genutzte Fläche: 2.418.965 Rai (1211 km²), 73,1 % der Gesamtfläche
- Nicht klassifizierte Fläche: 680.719 Rai (425 km²), 20,6 % der Gesamtfläche

Die Provinz Maha Sarakham hat insgesamt 1.241 Feuchtgebiete mit einer Fläche von 169,2 km², die mehr oder weniger intensiv für die Landwirtschaft genutzt werden.

## Symbole
Die Flagge der Provinz zeigt in der Mitte das Siegel auf einem braunen Streifen. Darüber und darunter ist jeweils ein gelber Streifen. Die Farbe Braun soll die Stärke und Ausdauer der Bevölkerung symbolisieren, die in einem recht trockenen Klima leben muss. Die Farbe Gelb ist die Farbe der Roben der Bhikkhus (buddhistische Mönche) und symbolisiert den Glauben der Menschen.
Das Siegel der Provinz zeigt einen großen Baum vor weiten Reisfeldern, ein Symbol der vielfältigen Ressourcen der Provinz.
Der Baum der Provinz ist der Regenbaum (Albizia lebbeck). Das Symbol des Regenbaumes wurde der Provinz von Königin Sirikit im Jahre 1994 verliehen. Die lokale Blume ist die Frangipani (Plumeria alba).
Der Wahlspruch der Provinz Maha Sarakham lautet:
Das buddhistische Zentrum in der Nordost-Region,

Eine alte Zivilisation ist hier entstanden,

Die schöne Thai-Seide ist stets berühmt,

Der Name der Stadt lautet auch Takka Sila.

## Verwaltungseinheiten

### Provinzverwaltung

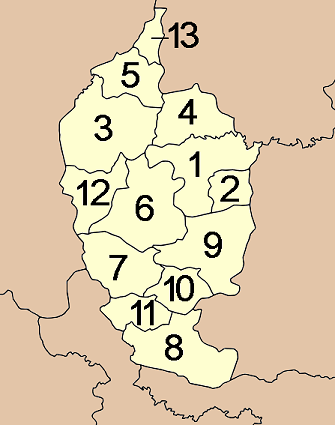
Übersichtskarte der Amphoe

Die Provinz ist in 13 Landkreise (Amphoe) gegliedert. Die Landkreise sind weiter unterteilt in 133 Gemeinden (Tambon) und 1804 Dörfer (Muban).
| Amphoe (Landkreise) | Amphoe (Landkreise) |
| --- | --- |
| 1. Amphoe Mueang Maha Sarakham (อำเภอเมืองมหาสารคาม) 2. Amphoe Kae Dam (อำเภอแกดำ) 3. Amphoe Kosum Phisai (อำเภอโกสุมพิสัย) 4. Amphoe Kantharawichai (อำเภอกันทรวิชัย) 5. Amphoe Chiang Yuen (อำเภอเชียงยืน) 6. Amphoe Borabue (อำเภอบรบือ) 7. Amphoe Na Chueak (อำเภอนาเชือก) | 1. Amphoe Phayakkhaphum Phisai (อำเภอพยัคฆภูมิพิสัย) 2. Amphoe Wapi Pathum (อำเภอวาปีปทุม) 3. Amphoe Na Dun (อำเภอนาดูน) 4. Amphoe Yang Sisurat (อำเภอยางสีสุราช) 5. Amphoe Kut Rang (อำเภอกุดรัง) 6. Amphoe Chuen Chom (อำเภอชื่นชม) |

### Lokalverwaltung
Für das ganze Gebiet der Provinz besteht eine Provinz-Verwaltungsorganisation (องค์การบริหารส่วนจังหวัด, kurz อบจ., Ongkan Borihan suan Changwat; englisch Provincial Administrative Organization, PAO).
In der Provinz gibt es eine Thesaban Mueang (เทศบาลเมือง – „Stadt“): Maha Sarakham (เทศบาลเมืองมหาสารคาม).
Daneben gibt es zwölf Thesaban Tambon (เทศบาลตำบล – „Kleinstädte“).